# Стоп цензурі!
«Стоп цензу́рі!» — український журналістський рух, який ставить за мету відстоювання свободи слова, запобігання встановленню цензури в Україні, перешкоджанню професійній діяльності журналістів та порушенню професійних стандартів при висвітленні суспільно-політичних питань.
Наразі[коли?] до руху входять 570 осіб і 135 громадських організацій.

## Причини створення
Відповідно до свого маніфесту, рух «Стоп цензурі!» є реакцією на низку подій, які дозволяють стверджувати про посилення тиску та спроби запровадити цензуру в українських мас-медіа:
- систематичне ігнорування державними органами влади інформаційних запитів;
- відкриті листи журналістів телеканалів «1+1» та СТБ проти втручання в редакційну політику, в яких наведено факти такого втручання;
- бездіяльність співробітників поліції, які стали свідками жорстокого поводження охоронців з журналістами Нового каналу під час подій в Українському домі в Києві;
- безкарність чиновника, начальника управління київської мерії, який грубо перешкоджав журналістам СТБ виконувати їхні професійні обов'язки;
- тенденційне переформатування складу Національної ради з питань телебачення і радіомовлення, а також тиск на Нацраду з боку СБУ, голова якої має приватний інтерес до рішень Нацради;
- розформування Національної комісії з питань утвердження свободи слова при Президентові України.

## Головні напрямки діяльності
- Захист професійних, трудових та громадянських прав всіх членів руху, зокрема й підписантів заяв від журналістів каналів «1+1» та СТБ;
- протистояння будь-яким спробам запровадження цензури в українських ЗМІ, попередження всіх спроб перешкоджання законній діяльності журналістів, тиску на журналістів з метою примусу їх до самоцензури;
- проведення масштабної довгострокової публічної кампанії проти цензури та перешкоджання професійній діяльності журналістів із залученням найширшого кола громадських організації та громадських активістів з України та світу;
- моніторинг ситуації з дотримання професійних стандартів у теленовинах всіх провідних телеканалів країни, оперативне оприлюднення фактів замовчування та маніпуляції важливих для суспільства тем та фактів;
- сприяння розвитку саморегуляції медійної галузі.

## Вимоги
Громадський рух «Стоп цензурі!» вимагає від влади та власників ЗМІ виконання наступних вимог, що є необхідними умовами для забезпечення свободи слова в Україні:
1. Припинити тиск на журналістів.
2. Не допустити репресій та звільнень під приводом «масштабної реструктуризації» тих журналістів, які публічно заявили про цензуру та тиск, забезпечити дотримання їх законних прав.
3. Змінити правила формування та оновити склад редакційних рад телерадіоорганізацій (ТРО) із забезпеченням реальної ваги в них журналістів. Оприлюднити редакційні статути, які б відображали редакційну політику ТРО та ліцензійні вимоги до її діяльності.
4. Зафіксувати законодавчо, що телерадіомовлення — це суспільно відповідальний бізнес. Власники не мають права вимагати спотворювати новини, замовчувати інформацію, підігравати будь-якій політичній силі чи посадовій особі, а також лобіювати власні бізнес-інтереси.
5. У зв'язку з суспільною відповідальністю медіабізнесу, власники зобов'язані забезпечити створення власного інформаційного продукту телерадіоорганізації працівниками цієї телерадіоорганізації.
6. Забезпечити права на доступ до інформації. Депутатам ухвалити у Верховній Раді України, а Президенту підписати законопроєкт «Про доступ до публічної інформації».
7. Підтримати кандидатів до складу Національної Ради з питань телебачення і радіомовлення, яких висунуто громадськими організаціями та підтримано журналістською спільнотою.

## Акції
- 6 червня 2011 року у День журналіста представники руху «Стоп цензурі!» мали намір провести акцію з вимогою виконання обіцянки президента Віктора Януковича показати свою резиденцію «Межигір'я». Однак, за позовом сільського голови Нових Петрівців Родіона Старенького Київський окружний адміністративний суд заборонив проведення акції.[1]
- 13 вересня 2012 року відбулася акція громадського руху «Стоп цензурі!» під назвою «Допоможіть знайти». Рух розшукував людину, яка 3 вересня під час виступу президента України Віктора Януковича перед учасниками Всесвітнього газетного конгресу у Жовтневому палаці виривала плакати із закликами про свободу слова з рук українських журналістів, застосовуючи фізичну силу.[2]
- 1 березня 2013 року учасники руху «Стоп цензурі!» під час вступного слова Президента України Віктора Януковича на прес-конференції одягли маски з його портретом. Охорона не заважала представникам руху проводити свою акцію.[3]

## Фінансування
Організаційна підтримка журналістського руху «Стоп цензурі!» та розвиток журналістських профспілок фінансуються за рахунок грантів міжнародного фонду «Відродження».